# هوارد ميتشيل
هوارد ميتشيل (بالإنجليزية: Howard Mitchell)‏ هو عازف تشيلو أمريكي، ولد في 11 مارس 1911، وتوفي في 22 يونيو 1988.

## وصلات خارجية
- هوارد ميتشيل على موقع ميوزك برينز (الإنجليزية)
- هوارد ميتشيل على موقع ديسكوغز (الإنجليزية)